# Gorenje Podpoljane
Gorenje Podpoljane este o localitate din comuna Ribnica, Slovenia, cu o populație de 25 de locuitori.